# Ban Chấp hành Trung ương Đảng Cộng sản Việt Nam khóa VIII
Đại hội Đảng Cộng sản Việt Nam VIII họp từ 28 tháng 6 đến 1 tháng 7 năm 1996 đã bầu ra Ban Chấp hành Trung ương khóa VIII gồm 170 Ủy viên (không có Ủy viên dự khuyết). Trước đó, Đại hội đã họp nội bộ từ ngày 22 đến 26 tháng 6 năm 1996.

## Cố vấn Ban Chấp hành Trung ương Đảng
Cố vấn Ban Chấp hành Trung ương khóa VIII gồm các Ủy viên sau:
| Cố vấn          | Chức vụ                            | Nhiệm kỳ               | Ghi Chú |
| --------------- | ---------------------------------- | ---------------------- | ------- |
| Nguyễn Văn Linh | Nguyên Tổng Bí thư                 | 1/7/1996 - 29/12/1997  | Xin rút |
| Phạm Văn Đồng   | Nguyên Chủ tịch Hội đồng Bộ trưởng | 1/7/1996 - 29/12/1997  | Xin rút |
| Võ Chí Công     | Nguyên Chủ tịch Hội đồng Nhà nước  | 1/7/1996 - 29/12/1997  | Xin rút |
| Đỗ Mười         | Nguyên Tổng Bí thư                 | 29/12/1997 - 22/4/2001 | Bổ sung |
| Lê Đức Anh      | Nguyên Chủ tịch nước               | 29/12/1997 - 22/4/2001 | Bổ sung |
| Võ Văn Kiệt     | Nguyên Thủ tướng                   | 29/12/1997 - 22/4/2001 | Bổ sung |

## Thường vụ Bộ Chính trị
Thường vụ Bộ Chính trị thực hiện trách nhiệm và quyền hạn do Bộ Chính trị ủy quyền. Những vấn đề do Thường vụ Bộ Chính trị bàn và xử lý trong phạm vi được ủy quyền, nếu là quyết định, chỉ thị dùng danh nghĩa Bộ Chính trị, nếu là thông báo, thông tri, hướng dẫn... thì dùng danh nghĩa Thường vụ Bộ Chính trị và đều có hiệu lực như văn bản Bộ Chính trị ban hành.
Thường vụ Bộ Chính trị chịu trách nhiệm trực tiếp trước Bộ Chính trị về quyết định ban hành, định kỳ hàng tháng báo cáo Bộ Chính trị.

### Danh sách Ủy viên Thường vụ Bộ Chính trị
| Trước Hội nghị Trung ương 4 (7/1996-12/1997) | Trước Hội nghị Trung ương 4 (7/1996-12/1997) | Trước Hội nghị Trung ương 4 (7/1996-12/1997)                                                                               | Trước Hội nghị Trung ương 4 (7/1996-12/1997)                     | Trước Hội nghị Trung ương 4 (7/1996-12/1997)                | Trước Hội nghị Trung ương 4 (7/1996-12/1997) |
| Thứ tự                                       | Tên                                          | Chức vụ Đảng | Chức vụ Nhà nước, Đoàn thể                                       | Phân công                                                   | Ghi chú                                      |
| -------------------------------------------- | -------------------------------------------- | --- | ---------------------------------------------------------------- | ----------------------------------------------------------- | -------------------------------------------- |
| 1                                            | Đỗ Mười                                      | Tổng Bí thư Bí thư Đảng ủy Quân sự Trung ương                                                                              |                                                                  |                                                             | Xin rút khỏi Bộ Chính trị 12/1997            |
| 2                                            | Lê Đức Anh                                   | Ủy viên Thường vụ Đảng ủy Quân sự Trung ương Ủy viên Thường vụ Đảng ủy Công an Trung ương                                  | Chủ tịch nước                                                    | phụ trách lĩnh vực quốc phòng, an ninh, đối ngoại           | Xin rút khỏi Bộ Chính trị 12/1997            |
| 3                                            | Võ Văn Kiệt                                  | Bí thư Ban Cán sự Đảng Chính phủ Ủy viên Thường vụ Đảng ủy Quân sự Trung ương Ủy viên Thường vụ Đảng ủy Công an Trung ương | Thủ tướng Chính phủ                                              | phụ trách lĩnh vực nội chính, chỉ đạo Thành phố Hồ Chí Minh | Xin rút khỏi Bộ Chính trị 12/1997            |
| 4                                            | Lê Khả Phiêu                                 | Thường trực Bộ Chính trị Ủy viên Thường vụ Đảng ủy Quân sự Trung ương Trưởng ban Bảo vệ Chính trị Nội bộ Trung ương        | Chủ nhiệm Tổng cục Chính trị Quân đội Nhân dân Việt Nam          | phụ trách công tác an ninh Đảng                             |                                              |
| 5                                            | Nguyễn Tấn Dũng                              | Trưởng ban Kinh tế Trung ương                                                                                              |                                                                  | chỉ đạo kinh tế Đảng                                        |                                              |
| Sau Hội nghị Trung ương 4 (12/1997-4/2001)   |                                              | |                                                                  |                                                             |                                              |
| 1                                            | Lê Khả Phiêu                                 | Tổng Bí thư Bí thư Đảng ủy Quân sự Trung ương                                                                              |                                                                  | trực tiếp chỉ đạo quốc phòng, an ninh                       |                                              |
| 2                                            | Trần Đức Lương                               | Ủy viên Thường vụ Đảng ủy Quân sự Trung ương Ủy viên Thường vụ Đảng ủy Công an Trung ương                                  | Chủ tịch nước                                                    | chỉ đạo nội chính                                           |                                              |
| 3                                            | Phan Văn Khải                                | Bí thư Ban Cán sự Đảng Chính phủ Ủy viên Thường vụ Đảng ủy Quân sự Trung ương Ủy viên Thường vụ Đảng ủy Công an Trung ương | Thủ tướng Chính phủ                                              | phụ trách công tác đối ngoại                                |                                              |
| 4                                            | Nông Đức Mạnh                                | Bí thư Đảng đoàn Quốc hội                                                                                                  | Chủ tịch Quốc hội                                                | phụ trách công tác dân vận                                  |                                              |
| 5                                            | Phạm Thế Duyệt                               | Thường trực Bộ Chính trị                                                                                                   | Chủ tịch Ủy ban Trung ương Mặt trận Tổ quốc Việt Nam (từ 8/1999) | xử lý công việc thường nhật                                 |                                              |
| 6                                            | Nguyễn Phú Trọng                             | Chủ tịch Hội đồng Lý luận Trung ương Thường trực Bộ Chính trị                                                              |                                                                  | phụ trách Công tác tư tưởng-văn hóa và khoa giáo của Đảng   | Bổ sung tháng 8/1999                         |

## Ủy viên Bộ Chính trị
| Thứ tự | Tên                | Chức vụ Đảng | Chức vụ Nhà nước                                                                                        | Phân công | Ghi chú                                                             |
| ------ | ------------------ | --- | --- | --- | ------------------------------------------------------------------- |
| 1      | Đỗ Mười            | Tổng Bí thư Bí thư Đảng ủy Quân sự Trung ương                                                                              | | | Xin rút khỏi Bộ Chính trị 12/1997                                   |
| 2      | Lê Đức Anh         | Ủy viên Thường vụ Đảng ủy Quân sự Trung ương Ủy viên Thường vụ Đảng ủy Công an Trung ương                                  | Chủ tịch nước                                                                                           | phụ trách lĩnh vực quốc phòng, an ninh, đối ngoại                                                                                                 | Xin rút khỏi Bộ Chính trị 12/1997                                   |
| 3      | Võ Văn Kiệt        | Bí thư Ban Cán sự Đảng Chính phủ Ủy viên Thường vụ Đảng ủy Quân sự Trung ương Ủy viên Thường vụ Đảng ủy Công an Trung ương | Thủ tướng Chính phủ                                                                                     | phụ trách lĩnh vực nội chính, chỉ đạo Thành phố Hồ Chí Minh                                                                                       | Xin rút khỏi Bộ Chính trị 12/1997                                   |
| 4      | Nông Đức Mạnh      | Bí thư Đảng đoàn Quốc hội                                                                                                  | Chủ tịch Quốc hội                                                                                       | phụ trách vấn đề dân tộc | Ủy viên Thường vụ Bộ Chính trị từ 12/1997                           |
| 5      | Lê Khả Phiêu       | Thường trực Bộ Chính trị Ủy viên Thường vụ Đảng ủy Quân sự Trung ương Trưởng ban Bảo vệ Chính trị Nội bộ Trung ương        | Chủ nhiệm Tổng cục Chính trị Quân đội Nhân dân Việt Nam                                                 | phụ trách công tác an ninh Đảng | Tổng Bí thư từ 12/1997                                              |
| 6      | Đoàn Khuê          | Phó Bí thư Đảng ủy Quân sự Trung ương                                                                                      | Bộ trưởng Bộ Quốc phòng (đến 29/12/1997)                                                                | chỉ đạo công tác bảo vệ chính trị nội bộ và công tác tổng kết Đảng lãnh đạo chiến tranh                                                           | nghỉ hưu 12/1997                                                    |
| 7      | Phan Văn Khải      | | Phó Thủ tướng thường trực                                                                               | phụ trách lĩnh vực kế hoạch, tài chính, ngân hàng                                                                                                 | Thủ tướng từ 9/1997, Ủy viên Thường vụ Bộ Chính trị từ 12/1997      |
| 8      | Nguyễn Mạnh Cầm    | | Bộ trưởng Bộ Ngoại giao                                                                                 | phụ trách lĩnh vực đối ngoại về chính trị |                                                                     |
| 9      | Nguyễn Đức Bình    | Giám đốc Học viện Chính trị Quốc gia Hồ Chí Minh                                                                           | | phụ trách lĩnh vực tư tưởng, văn hóa, khoa giáo, chỉ đạo công tác lý luận và khoa học xã hội                                                      |                                                                     |
| 10     | Nguyễn Văn An      | Trưởng ban Tổ chức Trung ương                                                                                              | | |                                                                     |
| 11     | Phạm Văn Trà       | Ủy viên Thường vụ Đảng ủy Quân sự Trung ương Phó Bí thư Đảng ủy Quân sự Trung ương                                         | Thứ trưởng Bộ Quốc phòng, Tổng Tham mưu trưởng (đến 29/12/1997) Bộ trưởng Bộ Quốc phòng (từ 29/12/1997) | |                                                                     |
| 12     | Trần Đức Lương     | | Phó Thủ tướng Chính phủ                                                                                 | phụ trách lĩnh vực kinh tế đối ngoại, điều hành sản xuất, xây dựng, trực tiếp chỉ đạo Ban Biên giới và chỉ đạo các vấn đề về Biển Đông và hải đảo | Ủy viên Thường vụ Bộ Chính trị từ 12/1997                           |
| 13     | Nguyễn Thị Xuân Mỹ | Chủ nhiệm Ủy ban Kiểm tra Trung ương                                                                                       | | |                                                                     |
| 14     | Trương Tấn Sang    | Bí thư Thành ủy Thành phố Hồ Chí Minh (đến 1/2000)                                                                         | | | Trưởng ban Kinh tế Trung ương (từ 1/2000)                           |
| 15     | Lê Xuân Tùng       | Bí thư Thành ủy Hà Nội (đến 1/2000)                                                                                        | | |                                                                     |
| 16     | Lê Minh Hương      | Bí thư Đảng ủy Công an Trung ương                                                                                          | Bộ trưởng Bộ Nội vụ                                                                                     | |                                                                     |
| 17     | Nguyễn Đình Tứ     | Trưởng ban Khoa giáo Trung ương                                                                                            | | | mất ngày 28/6/1996                                                  |
| 18     | Phạm Thế Duyệt     | Trưởng ban Dân vận Trung ương                                                                                              | | phụ trách dân vận, mặt trận, đoàn thể | Ủy viên Thường vụ Bộ Chính trị từ 12/1997, Thường trực Bộ Chính trị |
| 19     | Nguyễn Tấn Dũng    | Phó Bí thư Ban Cán sự Đảng Chính phủ                                                                                       | Phó Thủ tướng thường trực                                                                               | | Ủy viên Thường vụ Bộ Chính trị từ 12/1997                           |
| 20     | Phạm Thanh Ngân    | | Chủ nhiệm Tổng cục Chính trị Quân đội Nhân dân Việt Nam                                                 | | Bầu bổ sung từ 12/1997                                              |
| 21     | Nguyễn Minh Triết  | Trưởng ban Dân vận Trung ương Bí thư Thành ủy Thành phố Hồ Chí Minh (từ 1/2000)                                            | | chỉ đạo công tác dân vận, mặt trận, đoàn thể | Bầu bổ sung từ 12/1997                                              |
| 22     | Phan Diễn          | Trưởng ban Kinh tế Trung ương Bí thư Thành ủy Đà Nẵng (từ 1/2000)                                                          | | chỉ đạo tài chính và kinh tế đảng | Bầu bổ sung từ 12/1997                                              |
| 23     | Nguyễn Phú Trọng   | Bí thư Thành ủy Hà Nội (từ 1/2000)                                                                                         | | chỉ đạo công tác tư tưởng, văn hóa, khoa giáo | Bầu bổ sung từ 12/1997                                              |

## Ủy ban Kiểm tra Trung ương
1. Nguyễn Thị Xuân Mỹ (Chủ nhiệm)
2. Trương Vĩnh Trọng
3. Vũ Quốc Hùng
4. Nguyễn Văn Thám
5. Nguyễn Anh Liên
6. Hoàng Kim Sơn
7. Nguyễn Minh Niên

## Ủy viên Ban Chấp hành Trung ương
Ủy viên Bộ Chính trị
      Ủy viên Thường vụ Bộ Chính trị
      Ủy viên Ban Bí thư
      Ủy viên Trung ương Đảng
      Ủy viên Dự khuyết Trung ương Đảng
| STT | Họ tên                    | Chức vụ khi được bầu                                                                                               | Chức vụ khi được bầu                                                                        | Chức vụ đảm nhiệm        | Chức vụ đảm nhiệm | Chức vụ đảm nhiệm                                  | Ghi chú                                           |
| STT | Họ tên                    | Chức vụ khi được bầu                                                                                               | Chức vụ khi được bầu                                                                        | Chức vụ                  | Chức vụ | Nhiệm kỳ                                           | Ghi chú                                           |
| --- | ------------------------- | --- | ------------------------------------------------------------------------------------------- | ------------------------ | --- | -------------------------------------------------- | ------------------------------------------------- |
| 1   | Đỗ Mười                   | | Tổng Bí thư                                                                                 |                          | Tổng Bí thư | 7/1996-12/1997                                     | Xin rút khỏi Trung ương Đảng                      |
| 2   | Nguyễn Văn An             | | Phó Trưởng ban Tổ chức Trung ương                                                           |                          | Trưởng ban Tổ chức Trung ương | 7/1996-4/2001                                      |                                                   |
| 3   | Lê Đức Anh                | | Chủ tịch nước                                                                               |                          | Chủ tịch nước | 7/1996-12/1997                                     | Xin rút khỏi Trung ương Đảng                      |
| 4   | Lê Hồng Anh               | | Bí thư Tỉnh ủy Kiên Giang                                                                   |                          | Phó Chủ nhiệm Ủy ban Kiểm tra Trung ương | 6/1997-4/2001                                      |                                                   |
| 5   | Đỗ Văn Ân                 | | Bí thư Tỉnh ủy Sơn La                                                                       |                          | Trưởng ban Cơ yếu Chính phủ | 7/1996-4/2001                                      |                                                   |
| 6   | Võ Đông Ba                | | Bí thư Tỉnh ủy Tiền Giang                                                                   |                          | Bí thư Tỉnh ủy Tiền Giang | 7/1996-4/2001                                      |                                                   |
| 7   | Nguyễn Bá                 | | Bí thư Tỉnh ủy Nghệ An                                                                      |                          | Bí thư Tỉnh ủy Nghệ An | 7/1996-2/2001                                      |                                                   |
| 8   | Nguyễn Đình Bin           | | Thứ trưởng Bộ Ngoại giao                                                                    |                          | Thứ trưởng Bộ Ngoại giao | 7/1996-4/2001                                      |                                                   |
| 9   | Đào Đình Bình             | | Tổng Giám đốc Xí nghiệp Liên hợp vận tải Đường sắt Khu vực 3                                |                          | Bí thư Ban Cán sự Đảng Bộ Giao thông Vận tải Thứ trưởng Thường trực Bộ Giao thông Vận tải | 1/1996-8/1999                                      |                                                   |
| 9   | Đào Đình Bình             | Thứ trưởng Bộ Giao thông Vận tải kiêm Tổng Giám đốc Liên hiệp Đường sắt Việt Nam Bí thư Đảng ủy Đường sắt Việt Nam | Tổng Giám đốc Xí nghiệp Liên hợp vận tải Đường sắt Khu vực 3                                | 8/1999-4/2001            | |                                                    |                                                   |
| 10  | Nguyễn Đức Bình           | | Giám đốc Học viện Chính trị quốc gia Hồ Chí Minh                                            |                          | Chủ tịch Hội đồng Lý luận Trung ương Giám đốc Học viện Chính trị Quốc gia Hồ Chí Minh | 7/1996-4/2001                                      |                                                   |
| 11  | Nguyễn Mạnh Cầm           | | Bộ trưởng Bộ Ngoại giao                                                                     |                          | Bộ trưởng Bộ Ngoại giao | 7/1996-4/2001                                      |                                                   |
| 12  | Nguyễn Văn Chi            | | Phó Trưởng ban Bảo vệ Chính trị Nội bộ Trung ương                                           |                          | Phó Trưởng ban Bảo vệ Chính trị Nội bộ Trung ương | 7/1996-4/2001                                      |                                                   |
| 13  | Trần Thị Trung Chiến      | | Thứ trưởng Bộ Y tế                                                                          |                          | Thứ trưởng Bộ Y tế | 7/1996-4/2001                                      |                                                   |
| 14  | Đặng Vũ Chư               | | Bộ trưởng Bộ Công nghiệp                                                                    |                          | Bộ trưởng Bộ Công nghiệp | 7/1996-4/2001                                      |                                                   |
| 15  | Vũ Đình Cự                | | Ủy viên Thường vụ Quốc hội Chủ nhiệm Ủy ban Khoa học - Công nghệ và Môi trường của Quốc hội |                          | Ủy viên Thường vụ Quốc hội Chủ nhiệm Ủy ban Khoa học - Công nghệ và Môi trường của Quốc hội | 7/1996-4/2001                                      |                                                   |
| 16  | Võ Văn Cương              | | Phó Bí thư Thành ủy Thành phố Hồ Chí Minh                                                   |                          | Phó Bí thư Thành ủy Thành phố Hồ Chí Minh | 7/1996-4/2001                                      |                                                   |
| 17  | Phan Diễn                 | | Chánh Văn phòng Trung ương Đảng                                                             |                          | Trưởng Ban Kinh tế Trung ương | 12/1997-4/2001                                     | Ủy viên Bộ Chính trị từ 12/1997                   |
| 18  | Nguyễn Cảnh Dinh          | | Bộ trưởng, Chủ tịch Ủy ban sông Mê Công Việt Nam                                            |                          | Bộ trưởng, Chủ nhiệm Văn phòng Chủ tịch nước Bí thư Đảng ủy Văn phòng Chủ tịch nước | 1997-4/2001                                        |                                                   |
| 19  | Nguyễn Thị Doan           | | Hiệu trưởng Trường Đại học Thương mại Hà Nội                                                |                          | Ủy viên Ủy ban Kiểm tra Trung ương | 8/1999-4/2001                                      |                                                   |
| 20  | Hồ Nghĩa Dũng             | | Tổng Giám đốc Tổng Công ty thép Việt Nam                                                    |                          | Tổng Giám đốc Tổng Công ty thép Việt Nam | 7/1996-4/2001                                      |                                                   |
| 21  | Nguyễn Tấn Dũng           | | Thứ trưởng Bộ Nội vụ                                                                        |                          | Trưởng Ban Kinh tế Trung ương | 6/1996-8/1997                                      | Miễn nhiệm Ủy viên Thường vụ Bộ Chính trị 12/1997 |
| 21  | Nguyễn Tấn Dũng           | | Thứ trưởng Bộ Nội vụ                                                                        | Phó Thủ tướng Chính phủ  | 12/1997-4/2004 | Thống đốc Ngân hàng Nhà nước từ 5/1998 đến 12/1999 |                                                   |
| 22  | Lê Văn Dũng               | | Thiếu tướng Tư lệnh Quân khu 7                                                              |                          | Phó chủ nhiệm Tổng cục Chính trị | 1/1998-9/1998                                      |                                                   |
| 22  | Lê Văn Dũng               | Trung tướng Thứ trưởng Bộ Quốc phòng kiêm Tổng Tham mưu trưởng Quân đội Nhân dân Việt Nam                          | Thiếu tướng Tư lệnh Quân khu 7                                                              | 9/1998-4/2001            | |                                                    |                                                   |
| 23  | Phạm Thế Duyệt            | | Bí thư Thành ủy Hà Nội                                                                      |                          | Trưởng Ban Dân vận Trung ương | 6/1996-12/1997                                     | Ủy viên Thường vụ Bộ Chính trị từ 12/1997         |
| 23  | Phạm Thế Duyệt            | | Bí thư Thành ủy Hà Nội                                                                      | Thường trực Bộ Chính trị | 12/1997-4/2006 |                                                    |                                                   |
| 24  | Hà Quang Dự               | | Bộ trưởng phụ trách Công tác thanh niên và thể thao                                         |                          | Bộ trưởng, Chủ nhiệm Ủy ban Thể dục Thể thao | 9/1997-4/2001                                      |                                                   |
| 25  | Đỗ Bình Dương             | | Bí thư Tỉnh ủy Chủ tịch Hội đồng Nhân dân tỉnh Hà Bắc                                       |                          | Bí thư Tỉnh ủy Bắc Giang | 1/1997-10/1998                                     |                                                   |
| 25  | Đỗ Bình Dương             | Tổng Kiểm toán Nhà nước                                                                                            | Bí thư Tỉnh ủy Chủ tịch Hội đồng Nhân dân tỉnh Hà Bắc                                       | 10/1998-4/2001           | |                                                    |                                                   |
| 26  | Nguyễn Khắc Dương         | | Thiếu tướng Phó Tư lệnh Quân khu 4                                                          |                          | Trung tướng Tư lệnh Quân khu 4 | 1997-4/2001                                        |                                                   |
| 27  | Lê Văn Dỹ                 | | Bí thư Tỉnh ủy Chủ tịch Hội đồng Nhân dân tỉnh Bà Rịa - Vũng Tàu                            |                          | Bí thư Tỉnh ủy Chủ tịch Hội đồng Nhân dân tỉnh Bà Rịa - Vũng Tàu | 7/1996-4/2001                                      |                                                   |
| 28  | Trần Văn Đăng             | | Tổng Thư ký Ủy ban Trung ương Mặt trận Tổ quốc Việt Nam                                     |                          | Tổng Thư ký Ủy ban Trung ương Mặt trận Tổ quốc Việt Nam | 7/1996-4/2001                                      |                                                   |
| 29  | Nguyễn Văn Đẳng           | | Thứ trưởng Bộ Nông nghiệp và Phát triển Nông thôn                                           |                          | Thứ trưởng Bộ Nông nghiệp và Phát triển Nông thôn | 7/1996-4/2001                                      |                                                   |
| 30  | Nguyễn Khoa Điềm          | | Thứ trưởng Bộ Văn hóa Thông tin                                                             |                          | Bộ trưởng Bộ Văn hóa Thông tin | 11/1996-4/2001                                     |                                                   |
| 31  | Lư Văn Điền               | | Bí thư Tỉnh ủy Cần Thơ                                                                      |                          | Bí thư Tỉnh ủy Hội đồng nhân dân tỉnh Cần Thơ | 7/1996-4/2001                                      |                                                   |
| 32  | Chamaléa Điêu             | | Bí thư Tỉnh ủy Ninh Thuận                                                                   |                          | Bí thư Tỉnh ủy Ninh Thuận | 7/1996-4/2001                                      |                                                   |
| 33  | Lương Công Đoan           | | Bí thư Tỉnh ủy Chủ tịch Hội đồng Nhân dân tỉnh Phú Yên                                      |                          | Bí thư Tỉnh ủy Chủ tịch Hội đồng Nhân dân tỉnh Phú Yên | 5-1996 – 1998                                      | Mất khi đang tại nhiệm                            |
| 34  | Trương Quang Được         | | Phó Bí thư Tỉnh ủy Chủ tịch Ủy ban Nhân dân Tỉnh Quảng Nam - Đà Nẵng                        |                          | Bí thư Thành ủy Chủ tịch Hội đồng Nhân dân Thành phố Đà Nẵng | 1/1997-1/2000                                      |                                                   |
| 34  | Trương Quang Được         | Trưởng ban Dân vận Trung ương                                                                                      | Phó Bí thư Tỉnh ủy Chủ tịch Ủy ban Nhân dân Tỉnh Quảng Nam - Đà Nẵng                        | 1/2000-4/2001            | |                                                    |                                                   |
| 35  | Nguyễn Văn Được           | | Thiếu tướng Phó Tư lệnh Quân khu 5                                                          |                          | Trung tướng Tư lệnh Quân khu 5 | 1998-4/2001                                        |                                                   |
| 36  | Trần Xuân Giá             | | Thứ trưởng Bộ Kế hoạch Đầu tư                                                               |                          | Bộ trưởng Bộ Kế hoạch Đầu tư | 11/1996-4/2001                                     |                                                   |
| 37  | Nguyễn Bình Giang         | | Bí thư Tỉnh ủy Quảng Ninh                                                                   |                          | Phó Trưởng ban Thường trực Ban Bảo vệ Chính trị Nội bộ Trung ương | 7/1996-4/2001                                      |                                                   |
| 38  | Phạm Minh Hạc             | | Thứ trưởng Bộ Giáo dục Đào tạo                                                              |                          | Phó trưởng ban thứ nhất Ban Khoa giáo trung ương Phó Chủ tịch Thường trực Hội đồng Lý luận Trung ương                                                                                                 | 10/1996-4/2001                                     |                                                   |
| 39  | Nguyễn Ngô Hai            | | Bí thư Tỉnh ủy Bắc Thái Bí thư Tỉnh ủy Thái Nguyên                                          |                          | Phó Trưởng Ban Tư tưởng Văn hóa Trung ương | 10/1999-4/2001                                     |                                                   |
| 40  | Bùi Hữu Hải               | | Bí thư Tỉnh ủy Vĩnh Phú                                                                     |                          | Bí thư Tỉnh ủy Vĩnh Phú | 7/1996-4/2001                                      |                                                   |
| 41  | Trần Mai Hạnh             | | Phó Chủ tịch kiêm Tổng Thư ký Hội Nhà báo Việt Nam                                          |                          | Tổng giám đốc Đài Tiếng nói Việt Nam | 1997-4/2001                                        |                                                   |
| 42  | Nguyễn Thị Hằng           | | Thứ trưởng Bộ Lao động - Thương binh và Xã hội                                              |                          | Bộ trưởng Bộ Lao động - Thương binh và Xã hội | 1/1998-4/2001                                      |                                                   |
| 43  | Cù Thị Hậu                | | Phó Chủ tịch Tổng Liên đoàn Lao động Việt Nam                                               |                          | Chủ tịch Tổng Liên đoàn Lao động Việt Nam | 11/1998-4/2001                                     |                                                   |
| 44  | Nguyễn Minh Hiển          | | Hiệu trưởng trường Đại học Bách Khoa                                                        |                          | Bộ trưởng Bộ Giáo dục và Đào tạo | 9/1997-4/2001                                      |                                                   |
| 45  | Nguyễn Huy Hiệu           | | Thiếu tướng Phó Tổng tham mưu trưởng Quân đội Nhân dân Việt Nam                             |                          | Trung tướng Thứ trưởng Bộ Quốc phòng | 1998-4/2006                                        |                                                   |
| 46  | Nguyễn Văn Hiệu           | | Chủ tịch Hội đồng Trung tâm Khoa học Tự nhiên và Công nghệ Quốc gia                         |                          | Viện trưởng Viện Khoa học Vật liệu | 1998-4/2006                                        |                                                   |
| 47  | Trương Mỹ Hoa             | | Chủ tịch Hội Liên hiệp Phụ nữ Việt Nam                                                      |                          | Phó Chủ tịch Quốc hội | 9/1997-4/2001                                      |                                                   |
| 48  | Trần Hoà                  | | Bí thư Tỉnh ủy Chủ tịch Hội đồng Nhân dân tỉnh Quảng Bình                                   |                          | Bí thư Tỉnh ủy Chủ tịch Hội đồng Nhân dân tỉnh Quảng Bình | 7/1996-4/2001                                      |                                                   |
| 49  | Trần Đình Hoan            | | Bộ trưởng Bộ Lao động - Thương binh và Xã hội                                               |                          | Chánh Văn phòng Trung ương Đảng | 1/1998-4/2001                                      |                                                   |
| 50  | Nguyễn Đức Hoan           | | Bí thư Tỉnh ủy Chủ tịch Hội đồng Nhân dân tỉnh Quảng Trị                                    |                          | Bí thư Tỉnh ủy Chủ tịch Hội đồng Nhân dân tỉnh Quảng Trị | 7/1996-4/2001                                      |                                                   |
| 51  | Trần Thị Minh Hoàng       | | Bí thư Tỉnh ủy Chủ tịch Hội đồng Nhân dân tỉnh Đồng Nai                                     |                          | Bí thư Tỉnh ủy Chủ tịch Hội đồng Nhân dân tỉnh Đồng Nai | 7/1996-12/2000                                     |                                                   |
| 52  | Vũ Tuyên Hoàng            | | Viện trưởng Viện Cây lương thực và thực phẩm                                                |                          | Chủ tịch Liên hiệp các hội khoa học và kỹ thuật Việt Nam | 1999-4/2001                                        |                                                   |
| 53  | Đặng Thành Học            | | Bí thư Tỉnh ủy Minh Hải                                                                     |                          | Bí thư Tỉnh ủy Cà Mau | 1/1997-1/2001                                      |                                                   |
| 54  | Hoàng Văn Hon             | | Bí thư Tỉnh ủy Chủ tịch Hội đồng Nhân dân tỉnh Hòa Bình                                     |                          | Bí thư Tỉnh ủy Chủ tịch Hội đồng Nhân dân tỉnh Hòa Bình | 7/1996-4/2001                                      |                                                   |
| 55  | Nguyễn Thị Kim Hồng       | | Thứ trưởng Bộ Thương mại                                                                    |                          | Phó Trưởng ban Tổ chức Trung ương | 3/1998-4/2001                                      |                                                   |
| 56  | Võ Nhân Huân              | | Đại tá Phó Tư lệnh Quân chủng Hải quân                                                      |                          | Phó Đô đốc Quyền Tư lệnh Quân chủng Hải quân | 2000                                               | Mất khi đang tại nhiệm                            |
| 57  | Bùi Văn Huấn              | | Đại tá Phó Tư lệnh Quân khu 9                                                               |                          | Thiếu tướng Phó Tư lệnh Quân khu 9 | 7/1996-4/2001                                      |                                                   |
| 58  | Vũ Quốc Hùng              | | Ủy viên Ủy ban Kiểm tra Trung ương                                                          |                          | Phó Chủ nhiệm Ủy ban Kiểm tra Trung ương | 1998-4/2001                                        |                                                   |
| 59  | Nguyễn Sinh Hùng          | | Thứ trưởng Bộ Tài chính                                                                     |                          | Bộ trưởng Bộ Tài chính | 9/1997-4/2011                                      |                                                   |
| 60  | Phan Thế Hùng             | | Phó Trưởng ban Nội chính Trung ương                                                         |                          | Bí thư Tỉnh ủy Vĩnh Phúc | 10/1999-7/2000                                     |                                                   |
| 61  | Võ Đức Huy                | | Bí thư Tỉnh ủy Chủ tịch Hội đồng Nhân dân tỉnh Quảng Ngãi                                   |                          | Bí thư Tỉnh ủy Chủ tịch Hội đồng Nhân dân tỉnh Quảng Ngãi | 7/1996-4/2001                                      |                                                   |
| 62  | Bùi Quang Huy             | | Bí thư Tỉnh ủy Chủ tịch Hội đồng Nhân dân tỉnh Trà Vinh                                     |                          | Bí thư Tỉnh ủy Chủ tịch Hội đồng Nhân dân tỉnh Trà Vinh | 7/1996-4/2001                                      |                                                   |
| 63  | Lê Minh Hương             | | Trung tướng Bộ trưởng Bộ Nội vụ                                                             |                          | Bộ trưởng Bộ Công an | 11/1996-4/2001                                     |                                                   |
| 64  | Đặng Hữu                  | | Bộ trưởng Bộ Khoa học, Công nghệ và Môi trường                                              |                          | Trưởng ban Khoa giáo Trung ương Đảng | 11/1996-4/2000                                     |                                                   |
| 65  | Phan Văn Khải             | | Phó Thủ tướng Chính phủ                                                                     |                          | Phó Thủ tướng Thường trực | 6/1996-9/1997                                      | Ủy viên Thường vụ Bộ Chính trị từ 12/1997         |
| 65  | Phan Văn Khải             | | Phó Thủ tướng Chính phủ                                                                     | Thủ tướng Chính phủ      | 9/1997-4/2001 |                                                    |                                                   |
| 66  | Phạm Gia Khiêm            | | Thứ trưởng Bộ Kế hoạch Đầu tư                                                               |                          | Phó Thủ tướng Chính phủ | 9/1997-4/2001                                      |                                                   |
| 67  | Hà Thị Khiết              | | Bí thư Tỉnh ủy Chủ tịch Hội đồng Nhân dân tỉnh Tuyên Quang                                  |                          | Chủ tịch Hội Liên hiệp Phụ nữ Việt Nam | 5/1997-4/2001                                      |                                                   |
| 68  | Vũ Khoan                  | | Thứ trưởng Bộ Ngoại giao                                                                    |                          | Bộ trưởng Bộ Thương mại | 1/2000-4/2001                                      |                                                   |
| 69  | Đinh Hữu Khoá             | | Phó Chánh Văn phòng Trung ương Đảng                                                         |                          | Phó Chánh Văn phòng Trung ương Đảng | 7/1996-4/2001                                      |                                                   |
| 70  | Đoàn Khuê                 | | Đại tướng Bộ trưởng Bộ Quốc phòng                                                           |                          | Đại tướng Bộ trưởng Bộ Quốc phòng | 7/1996-4/2001                                      |                                                   |
| 70  | Đoàn Khuê                 | | Đại tướng Bộ trưởng Bộ Quốc phòng                                                           |                          | Đại tướng Bộ trưởng Bộ Quốc phòng | 7/1996-4/2001                                      |                                                   |
| 71  | Cao Sĩ Kiêm               | | Thống đốc Ngân hành Nhà nước                                                                |                          | Phó trưởng Ban Kinh tế Trung ương | 9/1997-4/2001                                      |                                                   |
| 72  | Phan Trung Kiên           | | Thiếu tướng Chỉ huy trưởng Bộ Chỉ huy quân sự Thành phố Hồ Chí Minh                         |                          | Trung tướng Tư lệnh Quân khu 7 | 1998-4/2001                                        |                                                   |
| 73  | Đoàn Văn Kiển             | | Tổng Giám đốc Tổng Công ty than Việt Nam                                                    |                          | Tổng Giám đốc Tổng Công ty than Việt Nam | 7/1996-4/2001                                      |                                                   |
| 74  | Võ Văn Kiệt               | | Thủ tướng Chính phủ                                                                         |                          | Thủ tướng Chính phủ | 6/1996-9/1997                                      | Tháng 12/1997 xin rút khỏi Trung ương Đảng        |
| 74  | Võ Văn Kiệt               | | Thủ tướng Chính phủ                                                                         |                          | Thủ tướng Chính phủ | 6/1996-9/1997                                      | Tháng 12/1997 xin rút khỏi Trung ương Đảng        |
| 75  | Vũ Trọng Kim              | | Bí thư Trung ương Đoàn Thanh niên Cộng sản Hồ Chí Minh                                      |                          | Bí thư thứ nhất Trung ương Đoàn Thanh niên Cộng sản Hồ Chí Minh Chủ nhiệm Ủy ban Quốc gia Thanh niên Việt Nam Phó Chủ nhiệm Ủy ban Văn hóa - Giáo dục Thanh niên, Thiếu niên và Nhi đồng của Quốc hội | 12/1996-4/2001                                     |                                                   |
| 76  | Hoàng Kỳ                  | | Thiếu tướng Phó Tư lệnh Quân khu 3                                                          |                          | Thiếu tướng Tư lệnh Quân khu 3 | 1998-4/2001                                        |                                                   |
| 77  | Vũ Ngọc Kỳ                | | Bí thư Tỉnh ủy Yên Bái                                                                      |                          | Bí thư Tỉnh ủy Hà Giang | 11/1997-4/2001                                     |                                                   |
| 78  | Mai Thúc Lân              | | Bí thư Tỉnh ủy Quảng Nam - Đà Nẵng                                                          |                          | Phó Chủ tịch Quốc hội | 9/1997-4/2001                                      |                                                   |
| 79  | Đào Trọng Lịch            | | Thiếu tướng Tư lệnh Quân khu 2                                                              |                          | Trung tướng Thứ trưởng Bộ Quốc phòng Tổng Tham mưu trưởng Quân đội Nhân dân Việt Nam | 12/1997-5/1998                                     | Mất khi đang tại nhiệm                            |
| 80  | Mai Kiều Liên             | | Tổng Giám đốc Công ty sữa Việt Nam                                                          |                          | Tổng Giám đốc Công ty Cổ phần Sữa Việt Nam | 6/1996-4/2001                                      |                                                   |
| 81  | Ngô Xuân Lộc              | | Bộ trưởng Bộ Xây dựng                                                                       |                          | Phó Thủ tướng Chính phủ | 9/1997-12/1999                                     |                                                   |
| 82  | Trần Đức Lương            | | Phó Thủ tướng Chính phủ                                                                     |                          | Phó Thủ tướng Chính phủ | 6/1996-9/1997                                      | Ủy viên Thường vụ Bộ Chính trị từ 12/1997         |
| 82  | Trần Đức Lương            | | Phó Thủ tướng Chính phủ                                                                     | Chủ tịch nước            | 9/1997-4/2001 |                                                    |                                                   |
| 83  | Bùi Danh Lưu              | | Bộ trưởng Bộ Giao thông vận tải                                                             |                          | Phó trưởng ban Ban Kinh tế Trung ương Đảng | 11/1996-4/2001                                     |                                                   |
| 84  | Nông Đức Mạnh             | | Chủ tịch Quốc hội                                                                           |                          | Chủ tịch Quốc hội | 7/1996-4/2001                                      | Ủy viên Thường vụ Bộ Chính trị từ 12/1997         |
| 84  | Nông Đức Mạnh             | | Chủ tịch Quốc hội                                                                           |                          | Chủ tịch Quốc hội | 7/1996-4/2001                                      | Ủy viên Thường vụ Bộ Chính trị từ 12/1997         |
| 85  | Vũ Mão                    | | Ủy viên Thường vụ Quốc hội Chủ nhiệm Văn phòng Quốc hội                                     |                          | Ủy viên Thường vụ Quốc hội Chủ nhiệm Văn phòng Quốc hội | 7/1996-4/2001                                      |                                                   |
| 86  | Nguyễn Ánh Minh           | | Bí thư Tỉnh ủy Chủ tịch Hội đồng Nhân dân tỉnh Lâm Đồng                                     |                          | Phó trưởng ban Tổ chức Trung ương | 9/1998-2/2001                                      |                                                   |
| 87  | Nguyễn Thị Minh           | | Phó Bí thư Tỉnh ủy Chủ tịch Ủy ban Nhân dân tỉnh Tây Ninh                                   |                          | Bí thư Tỉnh ủy Tây Ninh | 1/1997-4/2001                                      |                                                   |
| 88  | Đặng Vũ Minh              | | Giám đốc Trung tâm Khoa học Tự nhiên và Công nghệ Quốc gia                                  |                          | Giám đốc Trung tâm Khoa học Tự nhiên và Công nghệ Quốc gia | 7/1996-4/2001                                      |                                                   |
| 89  | Nguyễn Thị Xuân Mỹ        | | Phó Chủ nhiệm Ủy ban Kiểm tra Trung ương                                                    |                          | Chủ nhiệm Ủy ban Kiểm tra Trung ương | 7/1996-4/2001                                      |                                                   |
| 90  | Đỗ Hoài Nam               | | Viện trưởng Viện Kinh tế Trung tâm Khoa học xã hội và nhân văn Quốc gia                     |                          | Phó Giám đốc Trung tâm Khoa học xã hội và nhân văn Quốc gia | 1998-4/2001                                        |                                                   |
| 91  | Mai Văn Năm               | | Bí thư Tỉnh ủy Đắk Lắk                                                                      |                          | Phó Chủ nhiệm Ủy ban Kiểm tra Trung ương | 10/1999-4/2001                                     |                                                   |
| 92  | Thái Phụng Nê             | | Chủ tịch Hội đồng Quản trị Tổng Công ty điện Việt Nam                                       |                          | Thứ trưởng Bộ Công nghiệp | 10/1998-4/2001                                     |                                                   |
| 93  | Phạm Thanh Ngân           | | Trung tướng Phó Chủ nhiệm Tổng cục chính trị                                                |                          | Thượng tướng Chủ nhiệm Tổng cục Chính trị Quân đội Nhân dân Việt Nam | 1998-4/2001                                        |                                                   |
| 94  | Hoàng Đức Nghi            | | Bộ trưởng, Chủ nhiệm Ủy ban Dân tộc và miền núi                                             |                          | Bộ trưởng, Chủ nhiệm Ủy ban Dân tộc và miền núi | 7/1996-4/2001                                      |                                                   |
| 95  | Phạm Quang Nghị           | | Phó Trưởng Ban Tư tưởng Văn hóa Trung ương                                                  |                          | Bí thư Tỉnh ủy Hà Nam | 11/1997-4/2001                                     |                                                   |
| 96  | Hồ Tiến Nghị              | | Phó Tổng Giám đốc Thông tấn xã Việt Nam                                                     |                          | Tổng Giám đốc Thông tấn xã Việt Nam | 1996-4/2001                                        |                                                   |
| 97  | Hoàng Văn Nghiên          | | Phó Bí thư Thành ủy Chủ tịch Ủy ban Nhân dân Thành phố Hà Nội                               |                          | Phó Bí thư Thành ủy Chủ tịch Ủy ban Nhân dân Thành phố Hà Nội | 7/1996-4/2001                                      |                                                   |
| 98  | Lê Huy Ngọ                | | Phó Trưởng Ban Tổ chức Trung ương                                                           |                          | Bộ trưởng Bộ Nông nghiệp và Phát triển Nông thôn | 9/1997-4/2001                                      |                                                   |
| 99  | Tạ Quang Ngọc             | | Thứ trưởng Bộ Thủy sản                                                                      |                          | Bộ trưởng Bộ Thủy sản | 11/1996-4/2001                                     |                                                   |
| 100 | Trần Minh Ngọc            | | Bí thư Tỉnh ủy Nam Hà                                                                       |                          | Bí thư Tỉnh ủy Chủ tịch Hội đồng Nhân dân tỉnh Nam Ðịnh | 1/1997-2/2001                                      |                                                   |
| 101 | Võ Hồng Nhân              | | Bí thư Tỉnh ủy Chủ tịch Hội đồng Nhân dân tỉnh Đồng Tháp                                    |                          | Phó Trưởng Ban Tư tưởng Văn hóa Trung ương | 3/1998-4/2001                                      |                                                   |
| 102 | Nguyễn Dy Niên            | | Thứ trưởng Bộ Ngoại giao                                                                    |                          | Bộ trưởng Bộ Ngoại giao | 1/2000-4/2001                                      |                                                   |
| 103 | Tráng A Pao               | | Bí thư Tỉnh ủy Chủ tịch Hội đồng Nhân dân tỉnh Lào Cai                                      |                          | Phó Trưởng ban Dân vận Trung ương | 12/1999-4/2001                                     |                                                   |
| 104 | Nguyễn Tấn Phát           | | Phó Giám đốc Đại học Quốc gia Thành phố Hồ Chí Minh                                         |                          | Thứ trưởng Thường trực Bộ Giáo dục và Đào tạo Giám đốc Đại học Quốc gia Thành phố Hồ Chí Minh | 1998-4/2001                                        |                                                   |
| 105 | Lê Khả Phiêu              | | Thượng tướng Chủ nhiệm Tổng cục Chính trị Quân đội Nhân dân Việt Nam                        |                          | Trưởng Ban Bảo vệ Chính trị Nội bộ Trung ương | 7/1996-12/1997                                     |                                                   |
| 105 | Lê Khả Phiêu              | | Thượng tướng Chủ nhiệm Tổng cục Chính trị Quân đội Nhân dân Việt Nam                        | Tổng Bí thư              | 12/1997-4/2001 |                                                    |                                                   |
| 106 | Phạm Thanh Phong          | | Bí thư Tỉnh ủy Long An                                                                      |                          | Bí thư Tỉnh ủy Long An | 7/1996-8/1998                                      |                                                   |
| 107 | Tòng Thị Phóng            | | Bí thư Tỉnh ủy Chủ tịch Hội đồng Nhân dân tỉnh Sơn La                                       |                          | Phó Chủ tịch Hội đồng Dân tộc của Quốc hội | 9/1997-4/2001                                      |                                                   |
| 108 | Lâm Phú                   | | Phó cơ quan đại diện Khmer Nam Bộ                                                           |                          | Phó Chủ nhiệm Ủy ban Dân tộc và Miền núi | 7/1997-4/2001                                      |                                                   |
| 109 | Võ Hồng Phúc              | | Thứ trưởng Bộ Kế hoạch Đầu tư                                                               |                          | Thứ trưởng Bộ Kế hoạch Đầu tư | 7/1996-4/2001                                      |                                                   |
| 110 | Ksor Phước                | | Phó Bí thư Tỉnh ủy Phó Chủ tịch Ủy ban Nhân dân tỉnh Gia Lai                                |                          | Bí thư Tỉnh ủy Gia Lai | 1998-4/2001                                        |                                                   |
| 111 | Đỗ Nguyên Phương          | | Bộ trưởng Bộ Y tế                                                                           |                          | Bộ trưởng Bộ Y tế | 7/1996-4/2001                                      |                                                   |
| 112 | Lò Văn Puốn               | | Bí thư Tỉnh ủy Chủ tịch Hội đồng Nhân dân tỉnh Lai Châu                                     |                          | Bí thư Tỉnh ủy Chủ tịch Hội đồng Nhân dân tỉnh Lai Châu | 7/1996-1/2001                                      |                                                   |
| 113 | Trần Hồng Quân            | | Bộ trưởng Bộ Giáo dục Đào tạo                                                               |                          | Bộ trưởng Bộ Giáo dục Đào tạo | 7/1996-9/1997                                      |                                                   |
| 114 | Nguyễn Văn Quân           | | Bí thư Tỉnh ủy Vĩnh Long                                                                    |                          | Bí thư Tỉnh ủy Vĩnh Long | 7/1996-4/2001                                      |                                                   |
| 115 | Nguyễn Duy Quý            | | Giám đốc Trung tâm Khoa học xã hội và Nhân văn Quốc gia                                     |                          | 7/1996-4/2001 |                                                    |                                                   |
| 116 | Nguyễn Văn Rinh           | | Thiếu tướng Phó Tổng Tham mưu trưởng                                                        |                          | Trung tướng Thứ trưởng Bộ Quốc phòng | 1998-4/2001                                        |                                                   |
| 117 | Nguyễn Văn Rốp            | | Bí thư Tỉnh ủy Tây Ninh                                                                     |                          | Thiếu tướng Thứ trưởng Bộ Công an | 9/1997-4/2001                                      |                                                   |
| 118 | Tô Huy Rứa                | | Phó Giám đốc Học viện Chính trị Quốc gia Hồ Chí Minh                                        |                          | Bí thư Thành ủy Hải Phòng | 11/1999-4/2001                                     |                                                   |
| 119 | Chu Văn Rỵ                | | Phó Trưởng ban Tổ chức Trung ương                                                           |                          | Bí thư Tỉnh ủy Vĩnh Phúc | 7/2000-4/2001                                      |                                                   |
| 120 | Trương Tấn Sang           | | Bí thư Thành ủy Thành phố Hồ Chí Minh                                                       |                          | Trưởng ban Kinh tế Trung ương | 1/2000-4/2001                                      |                                                   |
| 121 | Nguyễn Văn Son            | | Phó Ban Đối ngoại Trung ương                                                                |                          | Trưởng Ban Đối ngoại Trung ương | 7/1996-4/2001                                      |                                                   |
| 122 | Phạm Thị Sơn              | | Trưởng ban Dân vận Tỉnh ủy Bà Rịa - Vũng Tàu                                                |                          | Trưởng ban Dân vận Tỉnh ủy Bà Rịa - Vũng Tàu | 7/1996-4/2001                                      |                                                   |
| 123 | Bùi Xuân Sơn              | | Bí thư Tỉnh ủy Nam Hà                                                                       |                          | Bí thư Tỉnh ủy Nam Định | 7/1996-4/2001                                      |                                                   |
| 124 | Đỗ Trung Tá               | | Chủ tịch Hội đồng Quản trị Tổng Công ty Bưu chính - Viễn thông Việt Nam                     |                          | Chủ tịch Hội đồng Quản trị Tổng Công ty Bưu chính - Viễn thông Việt Nam | 7/1996-4/2001                                      |                                                   |
| 125 | Nguyễn Công Tạn           | | Bộ trưởng Bộ Nông nghiệp và Phát triển Nông thôn                                            |                          | Phó Thủ tướng Chính phủ | 9/1997-4/2001                                      |                                                   |
| 126 | Hoàng Tanh                | | Bí thư Tỉnh ủy Lạng Sơn                                                                     |                          | Bí thư Tỉnh ủy Lạng Sơn | 7/1996-1/2001                                      |                                                   |
| 127 | Sô Lây Tăng               | | Bí thư Tỉnh ủy Kom Tum                                                                      |                          | Bí thư Tỉnh ủy Kom Tum | 7/1996-12/2000                                     |                                                   |
| 128 | Nguyễn Văn Tâm            | | Bí thư Tỉnh ủy Chủ tịch Hội đồng Nhân dân tỉnh Hà Tây                                       |                          | Bí thư Tỉnh ủy Chủ tịch Hội đồng Nhân dân tỉnh Hà Tây | 7/1996-12/2000                                     |                                                   |
| 129 | Nông Hồng Thái            | | Bí thư Tỉnh ủy Chủ tịch Hội đồng Nhân dân tỉnh Cao Bằng                                     |                          | Bí thư Tỉnh ủy Chủ tịch Hội đồng Nhân dân tỉnh Cao Bằng | 7/1996-12/2000                                     |                                                   |
| 130 | Tạ Hữu Thanh              | | Tổng Thanh tra Nhà nước                                                                     |                          | Tổng Thanh tra Nhà nước | 7/1996-1/2001                                      |                                                   |
| 131 | Nguyễn Phúc Thanh         | | Trung tướng Chủ nhiệm Tổng cục Hậu cần                                                      |                          | Phó Chủ tịch Quốc hội | 9/1997-4/2001                                      |                                                   |
| 132 | Trần Thị Thanh Thanh      | | Bộ trưởng, Chủ nhiệm Ủy ban Bảo vệ và chăm sóc trẻ em                                       |                          | Bộ trưởng, Chủ nhiệm Ủy ban Bảo vệ và chăm sóc trẻ em | 7/1996-1/2001                                      |                                                   |
| 133 | Tổ Tử Thanh               | | Bí thư Tỉnh ủy Chủ tịch Hội đồng Nhân dân tỉnh Bình Định                                    |                          | Bí thư Tỉnh ủy Chủ tịch Hội đồng Nhân dân tỉnh Bình Định | 7/1996-12/2000                                     |                                                   |
| 134 | Võ Thị Thắng              | | Phó Chủ tịch Hội Liên hiệp Phụ nữ Việt Nam                                                  |                          | Tổng cục trưởng Tổng cục Du lịch | 1997-4/2001                                        |                                                   |
| 135 | Trương Công Thận          | | Bí thư Tỉnh ủy An Giang                                                                     |                          | Phó trưởng Ban Tổ chức Trung ương | 7/1998-12/2000                                     |                                                   |
| 136 | Đào Trọng Thi             | | Phó Giám đốc Đại học Quốc gia Hà Nội                                                        |                          | Phó Giám đốc Đại học Quốc gia Hà Nội | 7/1996-1/2001                                      |                                                   |
| 137 | Ngô Yên Thi               | | Bí thư Tỉnh ủy Chủ tịch Hội đồng Nhân dân tỉnh Thừa Thiên Huế                               |                          | Bí thư Tỉnh ủy Chủ tịch Hội đồng Nhân dân tỉnh Thừa Thiên Huế | 7/1996-12/2000                                     |                                                   |
| 138 | Nguyễn Hữu Thọ            | | Tổng Biên tập báo Nhân dân                                                                  |                          | Trưởng ban Tư tưởng, văn hóa Trung ương | 1996-4/2001                                        |                                                   |
| 139 | Phạm Văn Thọ              | | Bí thư Tỉnh ủy Hải Hưng                                                                     |                          | Phó Trưởng Ban tổ chức Trung ương | 11/1997-4/2001                                     |                                                   |
| 140 | Nguyễn Văn Thới           | | Bí thư Tỉnh ủy Chủ tịch Hội đồng Nhân dân tỉnh Bến Tre                                      |                          | Bí thư Tỉnh ủy Chủ tịch Hội đồng Nhân dân tỉnh Bến Tre | 7/1996-12/2000                                     |                                                   |
| 141 | Nguyễn Thị Hoài Thu       | | Phó Chủ nhiệm Ủy ban các vấn đề của Quốc hội                                                |                          | Chủ nhiệm Uỷ ban Về các vấn đề xã hội của Quốc hội | 1997-4/2001                                        |                                                   |
| 142 | Hoàng Thừa                | | Bí thư Tỉnh ủy Hà Giang                                                                     |                          | Bí thư Tỉnh ủy Hà Giang | 7/1996-7/1997                                      | mất khi đang tại nhiệm                            |
| 143 | Lê Thế Tiệm               | | Thiếu tướng Thứ trưởng Bộ Nội vụ                                                            |                          | Thiếu tướng Thứ trưởng Bộ Công an | 7/1996-4/2001                                      |                                                   |
| 144 | Nguyễn Khánh Toàn         | | Đại tá Tổng cục trưởng Tổng cục I, Bộ Nội vụ                                                |                          | Thiếu tướng Thứ trưởng Bộ Công an | 1997-4/2001                                        |                                                   |
| 145 | Ma Thanh Toàn             | | Thiếu tướng Phó Tư lệnh Quân khu I                                                          |                          | Tư lệnh Quân khu 2 | 1998-4/2001                                        |                                                   |
| 146 | Tô Xuân Toàn              | | Bí thư Tỉnh ủy Ninh Bình                                                                    |                          | Bí thư Tỉnh ủy Ninh Bình | 7/1996-12/2000                                     |                                                   |
| 147 | Phạm Văn Trà              | | Trung tướng Thứ trưởng Bộ Quốc phòng Tổng Tham mưu trưởng Quân đội Nhân dân Việt Nam        |                          | Thượng tướng Thứ trưởng Bộ Quốc phòng Tổng Tham mưu trưởng Quân đội Nhân dân Việt Nam | 7/1996-1/2001                                      |                                                   |
| 148 | Hà Mạnh Trí               | | Chủ nhiệm Ủy ban Pháp luật Quốc hội                                                         |                          | Viện trưởng Viện Kiểm sát Nhân dân Tối cao | 1996-1/2001                                        |                                                   |
| 149 | Nguyễn Thế Trị            | | Thiếu tướng Tư lệnh Quân khu 2                                                              |                          | Trung tướng Giám đốc Học viện Quốc phòng | 1997-4/2001                                        |                                                   |
| 150 | Nguyễn Minh Triết         | | Bí thư Tỉnh ủy Chủ tịch Hội đồng Nhân dân tỉnh Sông Bé                                      |                          | Trưởng Ban Dân vận Trung ương | 12/1997-4/2001                                     | Ủy viên Bộ Chính trị từ 12/1997                   |
| 151 | Nguyễn Đức Triều          | | Phó Chủ tịch Hội Nông dân Việt Nam                                                          |                          | Chủ tịch Hội Nông dân Việt Nam | 1/1997-4/2001                                      |                                                   |
| 152 | Đỗ Ngọc Trinh             | | Thứ trưởng Bộ Kế hoạch Đầu tư                                                               |                          | Thứ trưởng Bộ Kế hoạch Đầu tư | 7/1996-12/2000                                     |                                                   |
| 153 | Nguyễn Tấn Trịnh          | | Bộ trưởng Bộ Thủy sản                                                                       |                          | Bí thư Đảng ủy Khối cơ quan Kinh tế Trung ương | 11/1996-4/2001                                     |                                                   |
| 154 | Nguyễn Phú Trọng          | | Tổng Biên tập Tạp chí Cộng sản                                                              |                          | Phó chủ tịch Hội đồng Lý luận Trung ương | 12/19974/2001                                      | Ủy viên Bộ Chính trị từ 12/1997                   |
| 155 | Trương Vĩnh Trọng         | | Ủy viên Ủy ban Kiểm tra Trung ương                                                          |                          | Trưởng ban Bảo vệ Chính trị nội bộ Trung ương | 2/1998-4/2001                                      |                                                   |
| 156 | Đinh Trung                | | Bí thư Tỉnh ủy Bình Thuận                                                                   |                          | Bí thư Tỉnh ủy Bình Thuận | 7/1996-4/2001                                      |                                                   |
| 157 | Đỗ Quang Trung            | | Tổng cục trưởng Tổng cục Du lịch                                                            |                          | Bộ trưởng, Trưởng ban Tổ chức cán bộ Chính phủ | 1996-4/2001                                        |                                                   |
| 158 | Vũ Xuân Trường            | | Phó Bí thư Tỉnh ủy Chủ tịch Ủy ban Nhân dân tỉnh Thái Bình                                  |                          | Phó Bí thư Tỉnh ủy Chủ tịch Ủy ban Nhân dân tỉnh Thái Bình | 1996-4/2001                                        |                                                   |
| 159 | Lê Văn Tu                 | | Bí thư Tỉnh ủy Thanh Hóa                                                                    |                          | Bí thư Tỉnh ủy Thanh Hóa | 7/1996-4/2001                                      |                                                   |
| 160 | Trần Văn Tuấn             | | Phó Bí thư Thành ủy Hà Nội                                                                  |                          | Phó Bí thư Thành ủy Hà Nội | 7/1996-4/2001                                      |                                                   |
| 161 | Lê Xuân Tùng              | | Bí thư Thành ủy Hà Nội                                                                      |                          | Bí thư Thành ủy Hà Nội | 4/1996-4/2001                                      |                                                   |
| 162 | Trương Đình Tuyển         | | Thứ trưởng Bộ Thương mại                                                                    |                          | Bộ trưởng Bộ Thương mại | 7/1997-1/2000                                      |                                                   |
| 163 | Nguyễn Văn Tư             | | Chủ tịch Tổng Liên đoàn Lao động Việt Nam                                                   |                          | Ủy viên Ủy ban Kinh tế - Ngân sách của Quốc hội | 11/1998-4/2001                                     |                                                   |
| 164 | Nguyễn Đình Tứ            | | Trưởng ban Khoa giáo Trung ương                                                             |                          | Trưởng ban Khoa giáo Trung ương | 6/1996                                             | Mất khi đang tại nhiệm                            |
| 165 | Nguyễn Thị Hồng Vân       | | Bí thư Tỉnh ủy Chủ tịch Hội đồng Nhân dân tỉnh Khánh Hòa                                    |                          | Bí thư Tỉnh ủy Chủ tịch Hội đồng Nhân dân tỉnh Khánh Hòa | 7/1996-4/2001                                      |                                                   |
| 166 | Hồ Đức Việt               | | Bí thư thứ nhất Trung ương Đoàn Thanh niên Cộng sản Hồ Chí Minh                             |                          | Bí thư Tỉnh ủy Quảng Ninh | 12/1996-8/1998                                     |                                                   |
| 166 | Hồ Đức Việt               | Phó trưởng Ban Thường trực Ban Tổ chức Trung ương Đảng                                                             | Bí thư thứ nhất Trung ương Đoàn Thanh niên Cộng sản Hồ Chí Minh                             | 8/1998-10/1999           | |                                                    |                                                   |
| 166 | Hồ Đức Việt               | Bí thư Tỉnh ủy Thái Nguyên                                                                                         | Bí thư thứ nhất Trung ương Đoàn Thanh niên Cộng sản Hồ Chí Minh                             | 10/1999-4/2001           | |                                                    |                                                   |
| 167 | Hồng Vinh (Nguyễn Duy Lự) | | Phó Tổng biên tập Báo Nhân dân                                                              |                          | Tổng biên tập Báo Nhân dân | 1996-4/2001                                        |                                                   |
| 168 | Trần Văn Vụ               | | Bí thư Tỉnh ủy Chủ tịch Hội đồng Nhân dân tỉnh Sóc Trăng                                    |                          | Bí thư Tỉnh ủy Chủ tịch Hội đồng Nhân dân tỉnh Sóc Trăng | 7/1996-4/2001                                      |                                                   |
| 169 | Lê Danh Xương             | | Bí thư Thành ủy Chủ tịch Hội đồng Nhân dân thành phố Hải Phòng                              |                          | Bí thư Thành ủy Chủ tịch Hội đồng Nhân dân thành phố Hải Phòng | 7/1996-1/2001                                      |                                                   |
| 170 | Nguyễn Văn Yểu            | | Phó Chủ nhiệm Ủy ban Pháp luật Quốc hội                                                     |                          | Phó Chủ tịch Quốc hội | 9/1997-4/2001                                      |                                                   |

## Các Hội nghị
| Hội nghị TW lần thứ | Bắt đầu-Kết thúc | Thời gian | Nội dung chính |
| ------------------- | ---------------- | --------- | --- |
| 1                   | 30/6/1996        | 1 ngày    | Hội nghị bầu Bộ Chính trị gồm 19 Ủy viên. Đ/c Đỗ Mười được bầu lại làm Tổng Bí thư. Các Đ/c Nguyễn Văn Linh, Phạm Văn Đồng và Võ Chí Công tiếp tục làm Cố vấn Ban Chấp hành Trung ương Đảng. |
| 2                   | 16-24/12/1996    | 9 ngày    | Hội nghị thông qua hai nghị quyết về: - "Định hướng chiến lược phát triển giáo dục đào tạo trong thời kỳ công nghiệp hoá, hiện đại hoá và nhiệm vụ đến năm 2000"; - "Định hướng chiến lược phát triển khoa học và công nghệ trong thời kỳ công nghiệp hoá, hiện đại hoá và nhiệm vụ đến năm 2000" |
| 3                   | 9-18/6/1997      | 10 ngày   | Hội nghị đã thông qua hai Nghị quyết quan trọng: - Nghị quyết về Phát huy quyền làm chủ của nhân dân, tiếp tục xây dựng nhà nước cộng hoà xã hội chủ nghĩa Việt Nam trong sạch, vững mạnh - Nghị quyết Về chiến lược cán bộ thời kỳ đẩy mạnh công nghiệp hoá hiện đại hoá đất nước |
| Bất thường          | 15-16/9/1997     | 2 ngày    | Hội nghị thảo luận giới thiệu nhân sự lãnh đạo cấp cao của các cơ quan nhà nước nhiệm kỳ Quốc hội khóa X |
| 4                   | 22-29/12/1997    | 8 ngày    | Hội nghị đã tập trung bàn về các nhiệm vụ kinh tế và một số vấn đề xã hội liên quan, để tiếp tục cụ thể hoá đường lối, chủ trương của Đại hội VIII về đẩy mạnh sự nghiệp công nghiệp hoá, hiện đại hoá đất nước, đồng thời xem xét và quyết định về vấn đề nhân sự cấp cao của Đảng và góp ý kiến vào báo cáo kiểm điểm công tác của Bộ Chính trị từ sau Đại hội. Hội nghị đã chấp thuận với đề nghị của Đ/c Đỗ Mười chuyển giao chức vụ Tổng Bí thư, các Đ/c Nguyễn Văn Linh, Phạm Văn Đồng, Võ Chí Công kết thúc nhiệm kỳ Cố vấn Ban Chấp hành Trung ương Đảng, Hội nghị đã đồng ý Đ/c Đỗ Mười, Lê Đức Anh, Võ Văn Kiệt xin rút khỏi Bộ Chính trị và Ban Chấp hành Trung ương Đảng, thống nhất Đ/c Đỗ Mười, Lê Đức Anh, Võ Văn Kiệt làm Cố vấn Ban Chấp hành Trung ương Đảng, Đ/c Lê Khả Phiêu, Ủy viên Thường vụ, Thường trực Bộ Chính trị được bầu làm Tổng Bí thư. Hội nghị bầu bổ sung các Đ/c Phạm Thanh Ngân, Nguyễn Minh Triết, Phan Diễn và Nguyễn Phú Trọng làm Ủy viên Bộ Chính trị. |
| 5                   | 6-16/7/1998      | 11 ngày   | Hội nghị đã thông qua Nghị quyết "Về xây dựng và phát triển nền văn hoá Việt Nam tiên tiến, đậm đà bản sắc dân tộc" |
| 6 lần 1             | 13-17/10/1998    | 5 ngày    | Hội nghị thảo luận các Báo cáo của Bộ Chính trị và Ban Cán sự Đảng Chính phủ về tình hình kinh tế xã hội năm 1998, thu chi ngân sách năm 1999 và vấn đề phát triển nông nghiệp, nông thôn. Hội nghị tập trung đánh giá kết quả kinh tế xã hội năm 1998 |
| 6 lần 2             | 25/1-2/2/1999    | 9 ngày    | Hội nghị đề ra những nhiệm vụ cụ thể: tăng cường sự thống nhất trong Đảng về nhận thức, ý chí và hành động, kiên trì đấu tranh đẩy lùi bốn nguy cơ; đẩy mạnh công tác tổng kết thực tiễn và nghiên cứu lý luận, làm rõ hơn mô hình và con đường đi lên chủ nghĩa xã hội ở nước ta;... |
| 7                   | 9-16/8/1999      | 8 ngày    | Hội nghị thảo luận và ra Nghị quyết một số vấn đề về tổ chức, bộ máy của hệ thống chính trị và tiền lương, trợ cấp xã hội thuộc ngân sách nhà nước. Hội nghị đề ra những nhiệm vụ cần tập trung thực hiện như: xác định rõ hơn chức năng, nhiệm vụ và tổ chức các ban của Đảng ở các cấp; cải tiến cách làm của Ủy ban Thường vụ Quốc hội, các cơ quan của Quốc hội, nâng cao trách nhiệm và chất lượng hoạt động của các đại biểu Quốc hội |
| 8                   | 4-11/11/1999     | 8 ngày    | Hội nghị thảo luận, đánh giá tình hình thực hiện kế hoạch năm 1999, xác định mục tiêu, nhiệm vụ và các giải pháp chủ yếu để thực hiện kế hoạch năm 2000. Hội nghị nghe báo cáo bước đầu về tình hình kiểm điểm tự phê bình và phê bình theo tinh thần Nghị quyết Trung ương 6 lần 2 (1999), xem xét xử lý kỷ luật một số cán bộ thuộc Trung ương quản lý |
| 9                   | 10-19/4/2000     | 10 ngày   | Hội nghị thảo luận về các Dự thảo văn kiện Đại hội IX gồm: Dự thảo Báo cáo chính trị, Báo cáo chiến lược kinh tế, xã hội 2001-2010, phương hướng phát triển kinh tế xã hội 5 năm 2001-2005, bổ sung, sửa đổi Điều lệ Đảng. |
| 10                  | 26/6-4/7/2000    | 8 ngày    | Hội nghị thảo luận và cho ý kiến về các Dự thảo: Báo cáo chính trị, chiến lược phát triển kinh tế xã hội năm 2001-2010; Kế hoạch phát triển kinh tế xã hội 5 năm 2001-2005; Báo cáo sửa đổi, bổ sung điều lệ Đảng trình Đại hội IX. |
| 11 lần 1            | 6-16/1/2001      | 11 ngày   | Hội nghị thảo luận và tiếp thu ý kiến đóng góp của Đảng bộ các cấp, các đoàn thể nhân dân, sửa chữa một lần nữa đối với dự thảo các văn kiện trình Đại hội lần thứ IX của Đảng và cho ý kiến một bước về nhân sự Ban Chấp hành Trung ương. |
| 11 lần 2            | 13-24/3/2001     | 12 ngày   | Hội nghị xem xét, hoàn chỉnh các văn kiện và chuẩn bị dự kiến giới thiệu nhân sự Ban Chấp hành Trung ương trình Đại hội IX. |
| 12                  | 7-10/4/2001      | 4 ngày    | Hội nghị hoàn thiện các Văn kiện trình Đại hội IX và tiếp tục chuẩn bị nhân sự trình Đại hội xem xét, đề cử, ứng cử và bầu Ban Chấp hành Trung ương khóa IX. |